# Guido Schützendorf
Guido Schützendorf (* 22. April 1880 in Vught, Niederlande; † 26. Februar 1967 in Celle) war ein deutscher Opernsänger (Stimmlage Bariton) und Schauspieler bei Bühne und Stummfilm.

## Leben und Wirken
Der aus den Nord-Niederlanden stammende Sohn einer deutschen Sänger-Familie – seine jüngeren Brüder Alfons (1882–1946), Gustav (1883–1937) und Leo Schützendorf (1886–1931) widmeten sich ebenfalls dem Operngesang – erhielt seine künstlerische Ausbildung am Kölner Konservatorium. 1904 begann Guido seine künstlerische Laufbahn in Straßburg. Nach zwei Jahren in der elsässischen Metropole folgten Verpflichtungen an das Hoftheater von Coburg (1906/07), das Stadttheater von Elberfeld (1908 bis 1910), ans Opernhaus im belgischen Gent (1910/11), für drei Spielzeiten ans Bremer Stadttheater (1911 bis 1914), ans Hoftheater zu Braunschweig (1914 bis 1916) sowie von 1916 bis 1918 ans Magdeburger Stadttheater. In Bremen konnte man inmitten des Ersten Weltkriegs (1916) alle vier Brüder zusammen in einer Aufführung von Richard Wagners Die Meistersinger von Nürnberg hören und sehen, wobei Alfons Schützendorf die Hauptrolle des Hans Sachs übernahm, während man seinen Bruder Guido als Kothner erleben konnte.
Im letzten Kriegsjahr kam Guido Schützendorf nach Berlin und konnte dort kurzzeitig für die Arbeit vor der Kamera gewonnen werden. 1918/19 drehte er eine Reihe von überwiegend wenig bedeutsamen Stummfilmen, von denen wenigstens einer, Hans Neumanns in der Endphase des Ersten Weltkriegs entstandene Wagner-Adaption Der fliegende Holländer, Schützendorf zurück in die Welt der Oper führte: Der Sangeskünstler verkörperte hier die Hauptrolle des zur ewigen Ruhelosigkeit verdammten Segelschiff-Kapitäns Jan van der Straaten. Weitere erwähnenswerte Auftritte absolvierte Guido Schützendorf als Wassergeist Kühleborn in Nixenzauber, einer Verfilmung des altbekannten Undine-Stoffs, und als Fürst Edgar von Lobenstein in dem Melodram Leben um Leben als Partner der Stummfilmdiva Olga Desmond.
Anschließend kehrte Schützendorf zur Gesangsbühne zurück. In der Spielzeit 1925/26 gehörte er dem Ensemble des Bielefelder Stadttheaters an. 1929/30 führte Guido Schützendorf mit einer deutschen Operngesellschaft eine Gastspielreise in die USA. In späteren Jahren widmete er sich in Celle zunehmend der Ausbildung von Nachwuchssängern. Schützendorf war mit der Opernsängerin Olga an der Mahr verheiratet, seine Tochter Liselotte Schützendorf (* 1926) folgte den Fußstapfen der Eltern und wurde Opernsängerin. 1943 veröffentlichte der fünfte Schützendorf-Bruder, Eugen Schützendorf, eine gefühlige Familienbiografie unter dem Titel "Künstlerblut. Leo Schützendorf und seine Brüder".

## Filmografie (komplett)
- 1918: Nixenzauber
- 1918: Der Mut zur Sünde
- 1918: Leben um Leben
- 1918: Der fliegende Holländer
- 1919: Das Gelübde der Keuschheit
- 1919: Karlchen auf der Brautschau
- 1919: Karlchen bei der Feuerwehr